# Partido Agrario-Laborista (Estados Unidos)
El Partido Agrario-Laborista (en inglés: Farmer–Labor Party) fue un partido político estadounidense fundado en 1918. Fue uno de los movimientos estatales ajenos al Partido Demócrata o al Republicano más exitosos de la historia de Estados Unidos, dominando especialmente la política de Minesota durante la Gran Depresión. En su apogeo, en las décadas de 1920 y 1930, entre los miembros del partido hubo tres gobernadores de Minesota, cuatro senadores de los Estados Unidos, ocho representantes de los Estados Unidos y una mayoría en la legislatura de Minesota.
En 1944 se fusionó con el Partido Demócrata de Minesota, formando el actual Partido Demócrata-Agrario-Laborista de Minesota.

## Antecedentes y crecimiento
El Partido Agrario-Laborista es heredero directo del Partido Laborista, fundado en una primera convención federal de 1919 que reunió a partidos laboristas de varios estados, tanto de grandes ciudades como Chicago o Nueva York como de estados menos poblados como Connecticut, Minesota o Dakota del Norte.
En julio de 1920, el Partido Laborista de los Estados Unidos cambió su nombre por el de Partido Agrario-Laboral. Presentó a Parley P. Christensen como candidato a las elecciones presidenciales de ese año, obteniendo resultados de hasta un 19% del voto en los estados de Washington y Dakota del Sur. En total, Christensen recibió algo más de 265 000 votos, el 1% de todos los votos emitidos. En las elecciones al Senado sí consiguieron enviar un congresista por Washington.

## Decadencia nacional y vinculación con el Partido Demócrata
La popularidad fue decayendo rápidamente, tanto que para 1925 dejó de existir la facción federal y el partido actuaba en organizaciones estatales y locales en algunos estados como Minesota, Colorado, Utah, Illinois, Kentucky, Pensilvania, Misuri, Washington o las Dakotas.[cita requerida] Para elecciones presidenciales de 1928 y de 1932 no alcanzó más de 8000 votos, y consiguió un escaño en la Cámara de Representantes por Minesota en la cita de 1930.
Finalmente, en 1944 el Partido Demócrata en Minesota logró acordar fusionarse con el Agrario-Laborista, creándose el Partido Demócrata-Agrario-Laborista de Minesota.